# Sola-Busca-Tarot

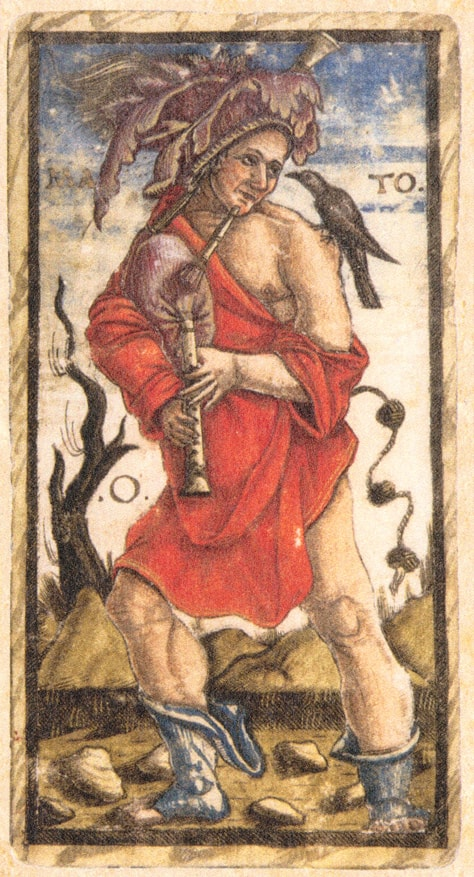
Der Narr aus dem Sola-Busca-Tarot

Der Sola-Busca-Tarot ist ein Tarotspiel aus dem späten 15. Jahrhundert, wahrscheinlich 1491 in Venedig hergestellt. Es wurde von einem unbekannten Künstler, wobei man unter anderem Marco d'Antonio di Ruggero als Autor annimmt, hergestellt. Ein vollständiges und koloriertes Spiel befand sich im Besitz der Familie Sola-Busca in Mailand und wurde 2009 an das italienische Kultusministerium verkauft. Es befindet sich nun im Pinacoteca di Brera in Mailand. Nicht-kolorierte nur fragmentarisch vorhandene Drucke sind in Wien und in der British Library.
Das Sola-Busca-Spiel ist das älteste bekannte Tarotspiel der Geschichte, von dem noch sämtliche 78 Karten erhalten sind (22 Trümpfe und 4 mal 14 Farbkarten). Ebenfalls ist es der erste bekannte Tarot, bei dem die Trümpfe Namen tragen und nummeriert sind. Die Bezeichnungen und Darstellungen der Karten weichen von den heutigen ab – so stellt der Sola-Busca-Tarot historische Personen dar, unter anderem Nebukadnezar oder Gaius Marius, den Onkel von Julius Cäsar. Die Karten der Trümpfe scheinen den Aufstieg und den Fall des Römischen Reiches zu illustrieren. Ebenfalls ist es das erste Tarotspiel, und bis zum Spiel von Pamela Colman Smith und Arthur Edward Waite aus dem 19. Jahrhundert auch das einzige, das die Zahlkarten szenisch illustriert. Diese und andere Parallelen zwischen den Karten des Sola-Busca- und des Waite-Smith-Tarots lassen vermuten, dass Pamela Colman Smith und Arthur Edward Waite das Sola-Busca-Tarot gekannt haben und von ihm beeinflusst wurden.
Die Sola-Busca-Version wurde 1907 für die British Library fotografiert und von Arthur M. Hind 1938 in Early Italian engraving: a critical catalogue with complete reproduction of all the prints described, London 1938–1948, volume 1, dargestellt.
Eine Vollversion von Sola-Busca-Tarot wurde 1998 von Wolfgang Mayer in Deutschland aufgelegt.